# Коваленко, Андрей Викторович
Андрей Викторович Коваленко — белорусский государственный деятель, председатель Бобруйского горисполкома (2014—2016).
Родился 17 августа 1970 года в поселке Раздолье Багратионовского района Калининградской области.
В 1989 году работал контролёром ОТК на радиозавод «Спутник» в Молодечно, затем, после службы в армии — в жилкомхозе г. Быхов, последняя должность — директор Быховского водоканала.
В 2001 году окончил Гомельский государственный технический университет имени П. Сухого по специальности «экономика и управление на предприятии» и в том же году занял пост заместителя начальника управления ЖКХ Могилевского облисполкома.
В 2006 году окончил Академию управления при президенте по специальности «финансовый и банковский менеджмент».
С 2008 г. первый заместитель председателя Бобруйского горисполкома.
С 15 июня 2010 г. глава администрации Октябрьского района Могилева. С 13 августа 2014 года председатель Бобруйского горисполкома.
Сотрудниками МВД совместно с областным управлением КГБ 15 ноября 2016 года задержан за получение взятки в особо крупном размере (за взятки раздавал должности).
В следующем году 17 июля признан виновным в неоднократном получении взятки и покушении на получение взятки, приговорен к 8 годам лишения свободы с отбыванием наказания в колонии усиленного режима.